# La Burbanche
La Burbanche ist eine französische Gemeinde im Département Ain in der Region Auvergne-Rhône-Alpes. Sie gehört zum Kanton Belley im Arrondissement Belley.

## Geografie
Die Gemeinde La Burbanche liegt in der Landschaft Bugey am Fluss Furans, der hier eine 400 m tiefe Schlucht (Cluse des Hôpitaux) in das Gestein gefräst hat, 15 Kilometer nordwestlich von Belley. Sie grenzt im Nordosten an Plateau d’Hauteville, im Osten an Prémillieu und Armix, im Südosten an Rossillon und Cheignieu-la-Balme, im Süden an Ordonnaz, im Westen an Arandas und im Nordwesten an Tenay.

## Bevölkerungsentwicklung
| Jahr                       | 1962 | 1968 | 1975 | 1982 | 1990 | 1999 | 2009 | 2021 |
| Einwohner                  | 113  | 80   | 61   | 55   | 60   | 56   | 70   | 95   |
| Quellen: Cassini und INSEE |      |      |      |      |      |      |      |      |

## Sehenswürdigkeiten

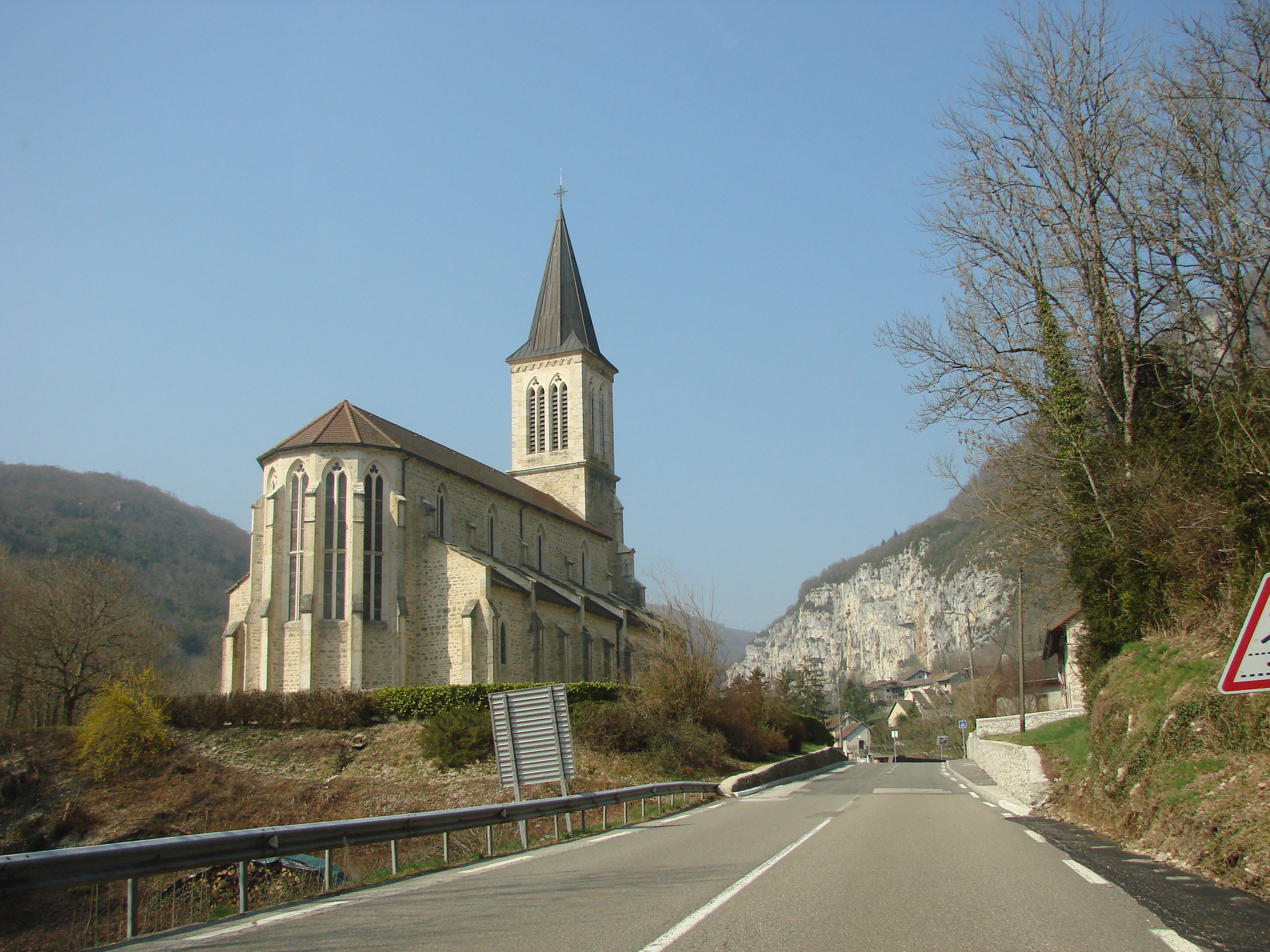
Verkündigungs-Kirche
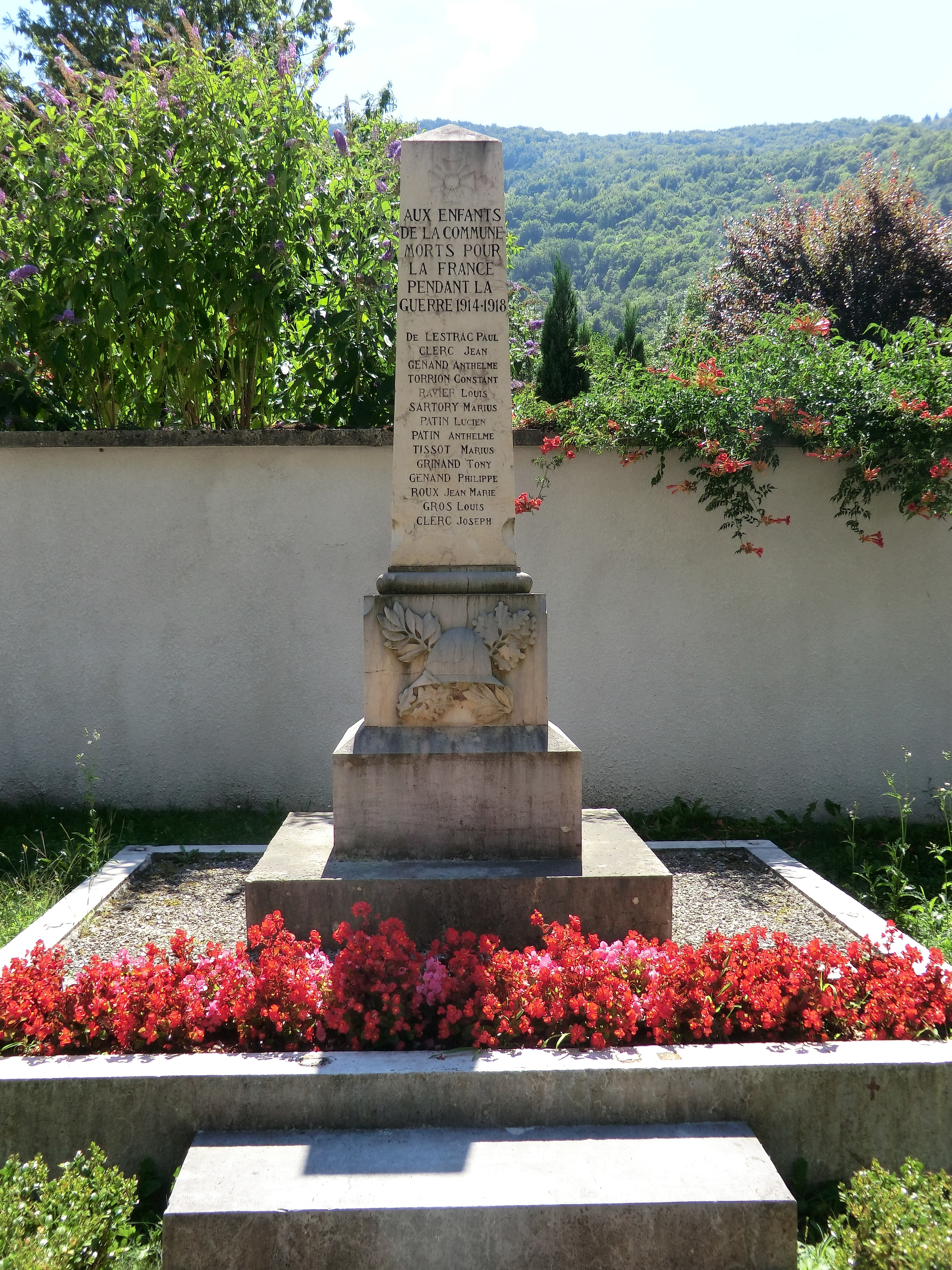
Gefallenendenkmal
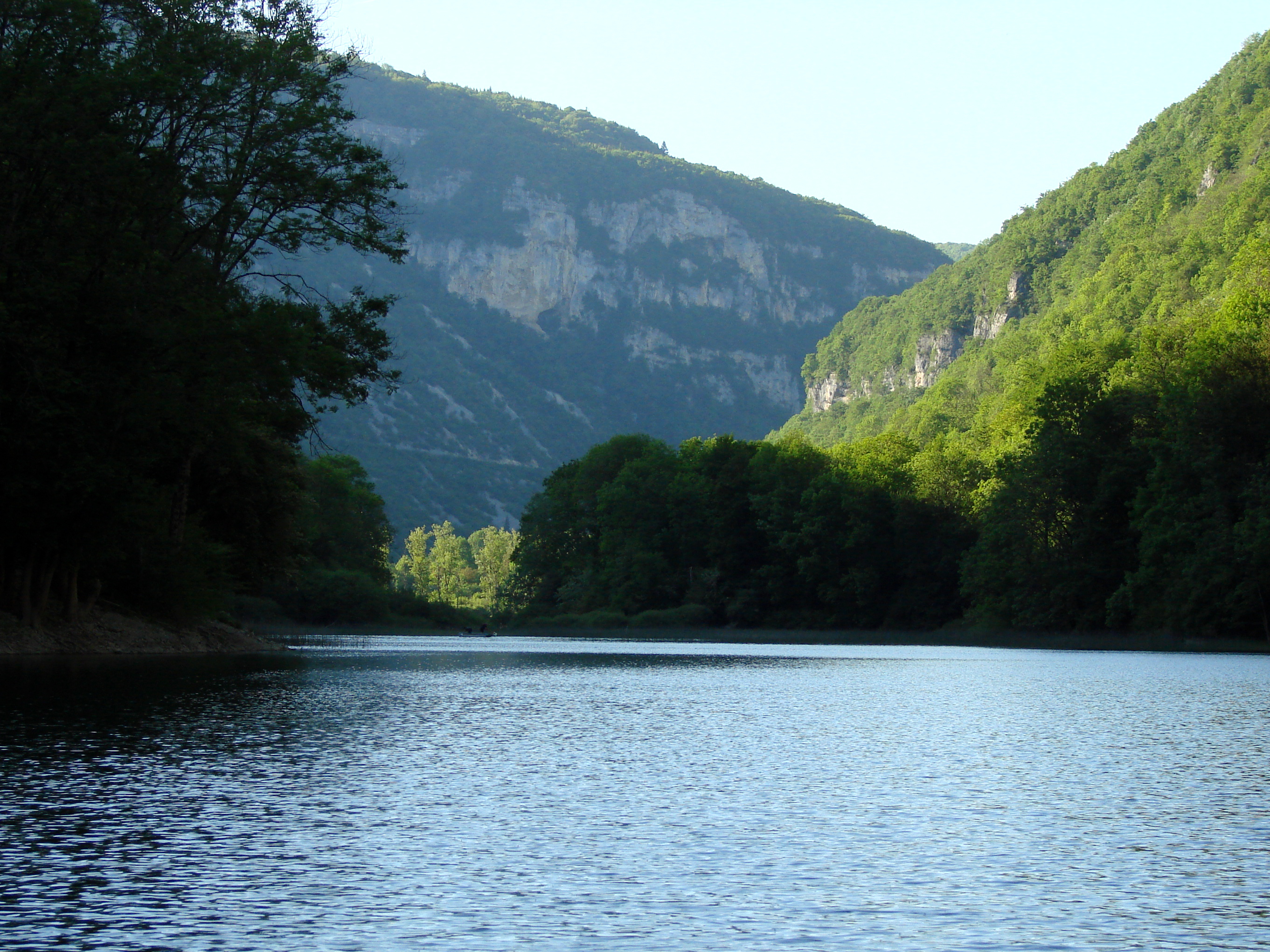
Lac de Hopitaux
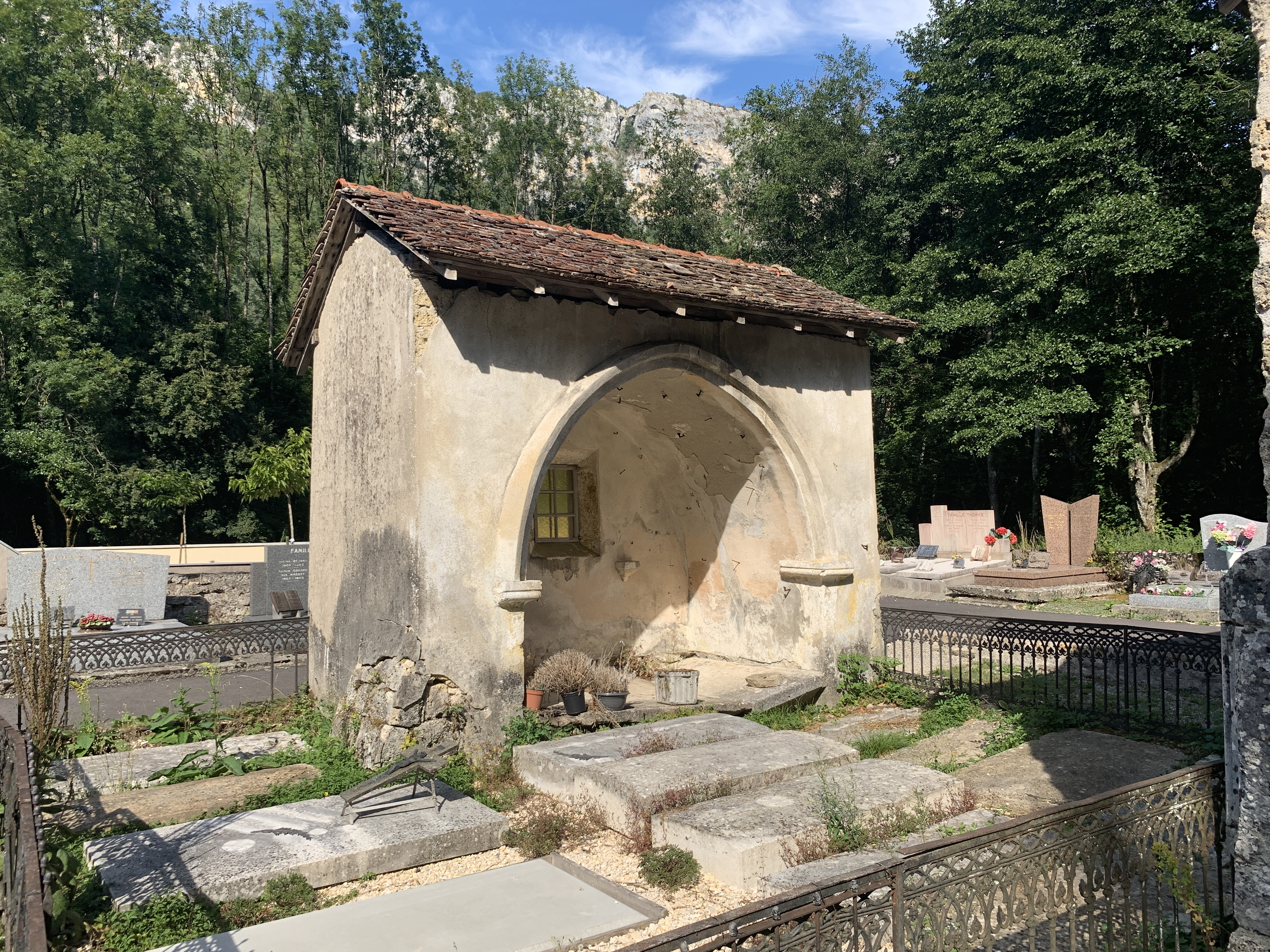
Friedhofskapelle
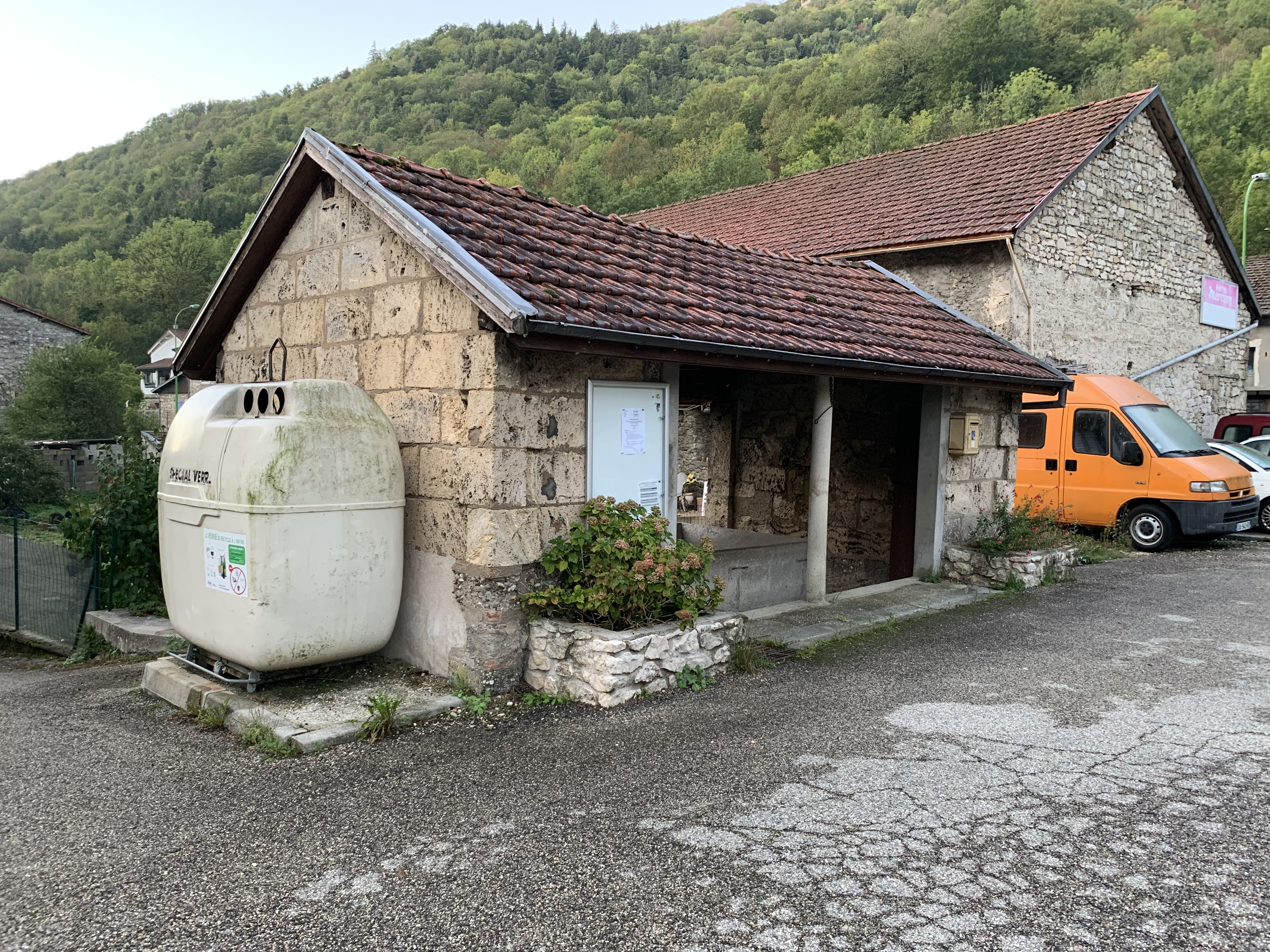
Ehemaliges öffentliches Waschhaus (Lavoir)